# 高氏擬四眼鱂
高氏擬四眼鱂，為輻鰭魚綱鯉齒目鰕鱂亞目溪鱂科的其中一種，為熱帶淡水魚，分布於南美洲法屬圭亞那Maroni流域，體長可達5.7公分，棲息在山區小溪底中層水域，成小群活動，生活習性不明。

## 擴展閱讀
維基物種上的相關：高氏擬四眼鱂